# Пратора (Катанцаро)
Пратора је насеље у Италији у округу Катанцаро, региону Калабрија.
Према процени из 2011. у насељу је живело 645 становника. Насеље се налази на надморској висини од 294 м.